# Santos FC
Santos FC is een Braziliaanse voetbalclub uit Santos in de staat São Paulo. Thuisstadion is het Vila Belmiro, dat 16.798 plaatsen heeft. De club is het meest bekend om zijn voetbalafdeling, maar is ook in andere sporten actief. De club speelde tot het seizoen 2023 in de hoogste klasse van zowel de staatscompetitie als de Braziliaanse hoogste klasse en was tot december 2023 een van de drie clubs die nog nooit gedegradeerd is, naast Flamengo en São Paulo. Ze degradeerde in december 2023 voor het eerst in haar geschiedenis naar het tweede niveau.
Het aanvallersduo Pelé-Coutinho bezorgde de club een glorieperiode. Met de twee aanvallers won de club negenmaal het Campeonato Paulista, tweemaal de CONMEBOL Libertadores, zesmaal de Copa do Brasil en tweemaal de wereldbeker voor clubteams. Nadat Pelé vertrok, kwam de club in een diep dal terecht.
In 2000 eindigde Santos FC tijdens de FIFA Club of the Century-verkiezing, samen met Ajax, op een gedeelde vijfde plaats van beste voetbalclubs van de twintigste eeuw.

## Geschiedenis

### Ontstaan
In 1902 kwam het voetbal naar de groeiende havenstad met de oprichting van CA Internacional, een jaar later volgde ook SC Americano. Vanaf 1907 gingen deze clubs in de Campeonato Paulista spelen, de staatscompetitie waar tot dusver enkel clubs uit de stad São Paulo deelnamen. Santos en São Paulo liggen ongeveer 76 km van elkaar en worden gescheiden door de bergketen Serra do Mar waardoor de reiskosten vaak opliepen. Internacional gaf er in 1910 de brui aan en Americano verhuisde zelfs naar São Paulo in 1911 waardoor Santos zonder voetbalclub achterbleef.
Onder leiding van Raimundo Marques, Mário Ferraz de Campos en Argemiro de Souza Júnior werd op 14 april 1912 dan Santos FC opgericht. Tijdens de oprichtingsvergadering was er twijfel over de naam. Er lagen voorstellen zoals África Futebol Clube, Associação Esportiva Brasil en Concórdia Futebol Clube op tafel, maar uiteindelijk ging iedereen akkoord met het voorstel van Edmundo Jorge de Araujo om de club Santos Foot-Ball Club te noemen. De club ging op het voormalige terrein van Internacional spelen. Arnaldo da Silveira maakte het eerste doelpunt ooit voor de club, hij zou later ook international worden en met Brazilië de Zuid-Amerikaanse beker winnen in 1919.

### Campeonato Paulista
In 1913 werd de club uitgenodigd om deel te nemen aan het Campeonato Paulista. De eerste wedstrijd tegen Germânia werd meteen een slachtpartij en Santos kreeg 8 goals om de oren. De volgende wedstrijd tegen Corinthians werd dan wel met 3-6 gewonnen maar daarna volgden weer twee zware nederlagen. Vanwege de hoge reiskosten besloot de club zich terug te trekken uit de competitie na vier wedstrijden, de uitslagen werden geannuleerd. In 1915 nam de club onder de naam União FC deel aan het Campeonato Santista, een stadscompetitie. De club mocht niet de officiële naam gebruiken omdat ze wel nog aangesloten waren bij de voetbalbond die het Campeonato Paulista organiseerde. Een jaar later nam de club wel weer deel aan de staatscompetitie. Dat jaar werd ook het stadion Vila Belmiro in gebruik genomen. Ary Patusca, een neef van Arnaldo da Silveira, speelde nu ook voor de club. Hij had gestudeerd in Europa en speelde voor Brühl St. Gallen en Inter Milaan, waardoor hij de eerste Braziliaan was in Europese competities. De volgende jaren eindigde de club in de betere middenmoot. In 1920 trok de club zich tijdens de competitie terug, maar maakte een jaar later wel opnieuw haar opwachting. De club eindigde meestal in de middenmoot. In 1927 streed de club voor het eerst echt mee voor de titel, de club eindigde op één punt van de uiteindelijke kampioen Palestra Itália, het huidige Palmeiras. De club scoorde op zestien wedstrijden maar liefst 100 goals, een record. Met 31 goals was Araken topschutter van de competitie. In de wedstrijd tegen Ypiranga kon Araken maar liefst 7 keer scoren, het werd 12-1. Een record dat Pelé pas 37 jaar later zou evenaren. Araken werd in 1930 ook de eerste speler van Santos die op een WK speelde en trad aan in de interland tegen Joegoslavië. Ook Feitiço was een belangrijke speler in deze tijd. De volgende twee seizoenen zou Santos opnieuw tweede eindigen, telkens achter Corinthians. Na nog twee seizoenen subtop gleed de club weg naar de middenmoot.
In 1935 werd Santos voor het eerst staatskampioen. Echter luidde deze titel geen succesperiode in, de volgende jaren werd de club opnieuw een grijze muis in de competitie. Van 29 november 1946 tot 2 februari 1947 maakte de club een tournee door het noorden van het land, de langste trip die een Braziliaanse voetbalclub ooit maakte. Ze konden twaalf keer winnen en speelden drie keer gelijk. Antoninho. Pas in 1948 streed de club weer mee voor de titel, maar moest deze uiteindelijk aan São Paulo laten. Twee jaar later strandde de club samen met São Paulo op één punt van kampioen Palmeiras. De volgende jaren eindigde de club weer in de middenmoot.

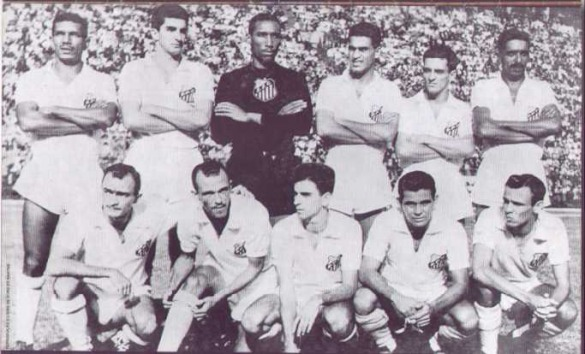
Kampioenenelftal van 1955.

Met de komst van trainer Lula ging het gestaag omhoog met de resultaten van de club. Met het nieuwe talent Emanuele Del Vecchio in de rangen eindigde de club in 1954 op een derde plaats. Een jaar later streed de club helemaal mee om de titel. Op de voorlaatste speeldag konden ze kampioen worden, maar rechtstreekse concurrent Corinthians ging in Santos met 2-3 winnen en stond zo op slechts één punt van de leider. Op de laatste speeldag kon de club wel winnen en won zo de eerste titel in twintig jaar, Del Vecchio was met 23 goals topschutter van de competitie. Ironisch gezien leed de club tegen Portuguesa wel de zwaarste nederlaag van het seizoen, 8-0. Het jaar erop eindigde de club gelijk met São Paulo en speelde een finale, die het met 4-2 won. Buiten Del Vecchio waren ook Tite, Manga, Zito, Jair, Pepe en Pagão belangrijke spelers voor de club.
1956 was ook het jaar dat voormalig voetballer Waldemar de Brito het toptalent Pelé ontdekte. Hij maakte op 15-jarige leeftijd zijn entree bij het eerste elftal en zou uitgroeien tot 's werelds meest legendarische speler. In 1958 maakte hij als vaste waarde deel uit van het team dat na één jaar onderbreking opnieuw de staatstitel kon veroveren. Met 58 goals verbrak hij alle topschutterrecords, een record dat nog steeds stand houdt.
Datzelfde jaar begon ook de veertienjarige Coutinho voor de club. Een jaar later eindigden Santos en Palmeiras beiden eerste en kwamen er testwedstrijden, na twee keer gelijk won Palmeiras de derde wedstrijd en won zo de titel. Van 1960 tot 1962 werd de club drie keer op rij kampioen. In 1963 won Palmeiras de titel, met veertien punten voorsprong op derde plaats Santos. In de jaren zestig was de club met spelers als Ademir en Dudu een van de enige die weerwerk konden bieden tegen het machtige Santos. De volgende twee jaar werd de titel wel weer binnen gehaald. In 1967 eindigden Santos en São Paulo samen op de eerste plaats, er volgde een play-off tussen beide clubs en Edu en Toninho Guerreiro schonken Santos de overwinning en zo de titel. De volgende twee seizoenen kon de club opnieuw de titel veroveren. In 1970 eindigde de club op de vierde plaats, het was al van in de jaren vijftig geleden dat de club buiten de top drie eindigde. In 1973 won Santos het eerste toernooi en plaatste zich zo voor de finale tegen Portuguesa. Na een 0-0 stand werden er verlengingen gespeeld en daarna werden strafschoppen genomen. Santos trof twee van de drie strafschoppen raak en Portuguesa schoot drie keer mis, hoewel beide teams nog twee keer mochten schieten en de stand nog gelijk kon komen riep de scheidsrechter Santos uit tot kampioen. Portuguesa protesteerde hier later tegen en later werd er geoordeeld dat beide teams de titel kregen.
Na nog wat subtopplaatsen liep het in 1976 volledig mis. Na de eerste fase was Santos niet eens bij de top twaalf en werd zo al vroegtijdig uitgeschakeld. De heropstanding volgde twee jaar later al toen de finale om de titel gehaald werd tegen São Paulo. Santos won de eerste wedstrijd en speelde in de tweede wedstrijd gelijk, nadat São Paulo de derde wedstrijd won werd er een verlenging gespeeld. Indien de verlenging geen winnaar aanduidde was de club met het beste resultaat in de competitie de kampioen. Het bleef 0-0 waardoor Santos vijf jaar na de vorige titel opnieuw aan de top stond. Twee jaar later stond de club opnieuw in de finale tegenover São Paulo en werd nu in beide wedstrijden gevloerd door Serginho Chulapa. In 1983 zou Serginho voor Santos komen spelen en een jaar later was hij het ook die Santos een nieuwe titel schonk in de finale tegen Corinthians. Nu was ook de nasleep van de gloriedagen voorbij, het zou nog enige tijd duren vooraleer Santos opnieuw kon schitteren. Pas in 2000 kon de club zich nog eens voor de finale plaatsen, tegen São Paulo. Na een 1-0 nederlaag werd het terug 2-2 dankzij goals van Dodô en Rincón.
In 2006 werd de club 22 jaar na de laatste titel opnieuw kampioen. Op nationaal niveau had de club in de voorgaande jaren al twee titels veroverd. Santos was helemaal terug en werd ook het jaar erop kampioen. Na een teleurstellende zevende plaats in 2008 ging het daarna weer crescendo met een tweede plaats en dan zelfs drie titels op rij, iets wat ze in de jaren zestig maar liefst twee keer presteerden. Met Neymar had de club dan ook opnieuw een godenkind in de rangen. Enkele andere spelers uit deze periode waren Ganso, Wesley, Elano, Arouca en Alan Kardec. In 2013 en 2014 speelde de club telkens de finale om de titel maar verloor deze van respectievelijk Corinthians en de kleinere club Ituano. In 2015 bereikte de club voor de zevende keer op rij de finale om de titel en won deze van Palmeiras, Ricardo Oliveira werd topschutter van de competitie. In 2016 verlengde de club de titel.

### Nationaal niveau
In 1959 werd de Taça Brasil voor het eerst georganiseerd. Voor het eerst zou Brazilië een officiële landskampioen hebben en als staatskampioen van 1958 mocht Santos aantreden. Omdat de competitie van São Paulo als een van de sterktste van het land gezien werd mocht de club meteen in de halve finale aantreden, waar Grêmio gewipt werd. In de finale speelde de club tegen Bahia en verloor de heenwedstrijd met 2-3. De terugwedstrijd werd met 2-0 gewonnen maar het aantal doelpunten telde in deze tijd niet en er kwam een derde wedstrijd die door Bahia met 3-1 gewonnen werd. Twee jaar later volgde een nieuwe deelname. Gilmar, de wereldkampioen van 1958 en sterspeler van Corinthians werd nu doelman voor Santos. De club mocht opnieuw in de halve finale starten en gaf daar America een pak rammel. In de finale wachtte opnieuw Bahia. In Salvador werd het 1-1 gelijk en in de terugwedstrijd werd het 5-1 voor Santos dankzij drie goals van Pelé en twee van Coutinho. Het jaar erop mocht de club dan aantreden in de Copa Libertadores. Nadat de groepsfase gewonnen werd zette de club het Chileense Universidad Católica opzij en plaatste zich zo voor de finale tegen het Uruguayaanse Peñarol. Nadat beide clubs een wedstrijd wonnen, kwam er een derde beslissende wedstrijd die Santos won met 0-3. Door deze overwinning mocht de club ook de intercontinentale beker spelen tegen het Portugese Benfica van zwarte parel Eusébio. Thuis werd het 3-2 en in Lissabon haalde de club flink uit, na iets meer dan een uur hadden Pelé en Coutinho al de 0-4 op het bord gezet. Na de 0-5 van Pepe kon Benfica wel nog twee keer scoren. Later dat jaar trad de club opnieuw aan in de Taça Brasil en versloeg in de halve finale Sport do Recife. In de finale wachtte het sterke Botafogo. Na een nipte 4-3 overwinning won Botafogo de terugwedstrijd met 3-1 dankzij sterkhouders Qurentinha en Amarildo. De derde, beslissende wedstrijd, werd eveneens in het Maracanã in Rio gespeeld. Na 24 minuten opende Dorval de score en Pepe, Coutinho en Pelé maakten het af, een 0-5 vernedering voor Botafogo en een tweede opeenvolgende landstitel voor Santos. De spelers van Santos waren ook internationaal succesvol voor hun land. Samen met de spelers van Botafogo waren zij de grondleggers voor de WK-eindwinsten in 1962 en 1970 en in twee wedstrijden, tegen West-Duitsland en Engeland stonden zelfs acht Santos-spelers in de basis.
In de Copa Libertadores 1963 was Botafogo opnieuw de tegenstander in de halve finale en ook hier kregen de Carioca's een zware nederlaag aangesmeerd, 0-4. In de finale tegen het Argentijnse Boca Juniors zetten Coutinho en Lima al na een half uur de 3-0 op het bord. Sanfilippo kon wel nog twee keer scoren en opende ook in de terugwedstrijd de score, maar na de gelijkmaker van Coutinho bezorgde Pelé in de 82ste minuut ook hier een tweede opeenvolgende titel. In de intercontinentale beker trof de club dit jaar AC Milan, dat in San Siro met 4-2 won, waaronder twee goals van voormalig Botafogo-ster Amarildo. De terugwedstrijd werd met dezelfde cijfers door Santos gewonnen waardoor er besloten werd om twee dagen later opnieuw een wedstrijd gespeeld werd. Dalmo scoorde in de 31ste minuut via een strafschop het enige doelpunt voor Santos waardoor ook hier voor de tweede keer op rij gezegevierd werd. Hoewel dat jaar wel niet het Campeonato Paulista gewonnen werd mocht de club wel nog vieren in de Taça Brasil. Daar trof de club alweer Bahia in de finale en na de heenwedstrijd (6-0), was de titel eigenlijk al binnen. Ook de terugwedstrijd werd gewonnen.
In de Copa Libertadores 1964 werd de club in de halve finale gewipt door de latere winnaar Independiente. In de Taça moest de club dit jaar al in de kwartfinale aantreden en zette daar Atlético Mineiro opzij. Nadat ook Palmeiras in de halve finale verslagen werd trof de club Flamengo in de finale. Andermaal beslechtten Pelé en Coutinho de titel al in de heenwedstrijd, het werd 4-1, na een 0-0 in Rio werd zo opnieuw de titel gevierd. In de Copa Libertadores 1965 werd Santos groepswinnaar en trof dan in de halve finale het Peñarol van sterspeler Rocha. Thuis werd het 5-4 voor Santos, maar uit verloren ze waardoor er een derde wedstrijd kwam die Peñarol won. Ook in 1965 bereikte de club weer de finale van de Taça en trof daar Vasco da Gama. Het werd 5-1 thuis waardoor de terugwedstrijd ook nu overbodig was, Pelé zorgde daar voor de enige treffer. In 1966 wijzigde het concept van de Copa Libertadores en waren ook vicekampioenen welkom, hierop protesteerden de Braziliaanse teams waardoor Santos weg bleef van het strijdtoneel. In de Taça werd Palmeiras al voor de derde keer op rij in de halve finale verslagen, maar in de finale moest de club dit keer zijn meerdere erkennen in Cruzeiro dat de heenwedstrijd met 6-2 ging winnen. In de terugwedstrijd zorgden Pelé en Toninho Guerreiro voor een 2-0 voorsprong, maar Cruzeiro scoorde daarna nog drie keer en was zo verdiend kampioen. De Braziliaanse clubs maakten hun heroptreden in de Copa Libertadores 1967, maar Santos zag af van deelname om de prestaties in de nationale competitie niet in gevaar te brengen.
In 1967 werd met het Torneio Roberto Gomes Pedrosa een tweede competitie opgericht, die een landskampioen opleverde. In tegenstelling tot de Taça, waaraan de staatskampioenen mochten deelnemen, mochten hier enkel de sterkste teams uit de sterkste competities deelnemen. Het Torneio Rio-São Paulo werd uitgebreid met clubs uit de sterkste competities zodat het niveau een stuk hoger lag dan bij de Taça, die nog tot 1968 zou bestaan. In de tweede editie kon de club met onder andere Clodoaldo, Edu en Abel de titel veroveren en met 18 treffers was Toninho Guerreiro de topschutter van de competitie. Net als na de vorige titel zat er ook nu geen deelname in voor de Copa Libertadores omdat dit kalendergewijs niet te combineren was met de voorbereidingen voor het WK 1970. De volgende twee seizoenen werd de club telkens in de eerste fase uitgeschakeld, er kwam een einde aan de hoogdagen van de club, hoewel de club wel nog drie keer op rij de staatstitel won eind jaren zestig.
In 1971 werd de competitie afgevoerd en vervangen door een nieuwe competitie, de huidige Série A. Tot midden jaren tachtig namen hier ook de staatskampioenen aan deel samen met de sterkste teams, waardoor er vaak meer dan veertig clubs in de hoogste klasse speelden. In 1974 eindigde de club op de derde plaats echter kon de club de daaropvolgende vier seizoenen niet eens de top twintig halen. In 1979 weigerde Santos, samen met nog enkele teams uit de staat São Paulo om al in de tweede fase van de competitie aan te treden in plaats van de derde. Toen de voetbalbond hun verzoek niet inwilligden besloten ze niet deel te nemen waardoor 1979 het enige seizoen zonder Santos is in de geschiedenis van de Série A. Na één seizoen keerde de club terug en eindigde drie keer in de top tien. In 1983 bereikte de club voor het eerste de finale om de titel tegen Flamengo. In de heenwedstrijd zorgden Pita en Serginho Chulapa voor een 2-1 overwinning, maar in Rio werd het 3-0 waardoor een nieuwe landstitel verloren ging. Door het goede resultaat mocht de club wel nog eens deelnemen aan de Copa Libertadores, maar werd daar laatste in de groepsfase. Na nog een negende plaats het jaar erop zakte de club terug weg naar de middenmoot. In 1988 werd de Supercopa Libertadores ingevoerd, een competitie die tot 1997 gespeeld werd en waar de ex-winnaars van de Copa Libertadores aan deelnamen, zodat de club wel elk jaar een internationale competitie speelde. Het duurde echter tot 1996 vooraleer de club hier een keer brokken kon maken en de halve finale bereikte, waar ze verloren van Vélez Sársfield. Een jaar eerder was de club nog eens vicekampioen geworden in de competitie, waar ze de finale verloren van Botafogo. In 1998 verloor de club pas in de halve finale om de titel van Corinthians en won dat jaar ook de Copa CONMEBOL tegen Rosario Central. Een jaar eerder won de club het Torneiro Rio-São Paulo. Na enkele teleurstellende plaatsen kon Santos in 2002 opnieuw de finale om de titel bereiken, tegen Corinthians. Alberto en Renato zorgden voor een 2-0 overwinning in de heenmatch. In de terugmatch opende Robinho de score, maar daarna kwam Corinthians op 2-1 voorsprong, maar Eleano an Léo zorgde nog voor een 2-3 overwinning. Alex en Diego waren enkele andere waardevolle spelers die de titel binnen haalden sinds 1968. Het volgende seizoen trad de club opnieuw aan in de Copa Libertadores waar ze groepswinnaar werden. In de volgende rondes werden Nacional, Cruz Azul en Independiente Medellín verslagen en in de finale trof Santos het Argentijnse Boca Juniors. Santos verloor beide wedstrijden en greep naast een nieuwe titel. In de Série A deed de club het wel goed, al eindigde het met 13 punten achterstand op Cruzeiro op de tweede plaats.
In de Copa Libertadores 2004 plaatste de club zich probleemloos voor de tweede ronde, waar ze het Ecuadoraanse LDU Quito na strafschoppen uitschakelden. In de kwartfinale verloor de club echter van het Colombiaanse Once Caldas. In de Série A van dat jaar werd de club kampioen. Sinds een jaar daarvoor werd de Braziliaanse competitie gespeeld naar Europees model met een kampioen na de heen- en terugwedstrijden zonder dat er nog een eindronde gespeeld werd. In de daaropvolgende Copa Libertadores werd weer met gemak de tweede ronde gehaald, waar Universidad de Chile verslagen werd, maar in de kwartfinale verloren ze dan van landgenoten Atlético Paranaense. Na een tiende plaats werd de club vierde in 2006 en plaatste zich zo opnieuw voor de Copa Libertadores. Hier was de club de enige die alle zes de groepswedstrijden kon winnen. Ook Caracas en Club América gingen voor de bijl, maar in de halve finale werd de club gestopt door Grêmio. Dankzij een tweede plaats in de Série A mocht de club het jaar erop weer deelnemen en verloor nu in de kwartfinale van Club América. Hierna ging het weer wat bergaf met de club, maar in 2010 wonnen ze tegen Vitória wel voor het eerst de Copa do Brasil, wat ook recht gaf op deelname aan de Copa Libertadores. Deze keer bereikte de club opnieuw de finale en speelde daar eerst 0-0 gelijk tegen Peñarol, maar in de terugwedstrijd konden Neymar en Danilo zorgen voor een eerste zege in de competitie sinds 1963. Aan het einde van dat jaar mocht de club dan ook deelnemen aan het WK voor clubs. In de halve finale werd het Japanse Kashiwa Reysol nog met gemak opzij gezet, maar in de finale wachtte het sterke FC Barcelona. Neymar en consoorten konden niet op tegen de sterren van Barcelona en Lionel Messi opende na 17 minuten de score, het zou een 0-4 afslachting worden. In 2012 mocht de club als titelverdediger opnieuw deelnemen aan de Copa Libertadores en bereikte de halve finale, waar ze verloren van latere winnaar Corinthians. De volgende jaren eindigde de club steevast in de top tien in de competitie, maar kon zich niet meer plaatsen voor internationaal voetbal. In 2014 kocht de club speler Leandro Damião en betaalde daar de duurste transfersom ooit voor voor de club. In 2015 verloren ze na strafschoppen de finale van de Copa do Brasil tegen Palmeiras. In 2023 degradeerde de club op de allerlaatste speeldag voor het eerst uit de Série A. Na één seizoen kon de club, als kampioen van de Série B, terugkeren bij de elite.

## Erelijst
- Intercontinental Cup: 1962, 1963
- Intercontinental Supercup: 1968
- CONMEBOL Libertadores: 1962, 1963, 2011
- Copa CONMEBOL: 1998
- CONMEBOL Recopa: 2012
- Campeonato Brasileiro Série A: 1961, 1962, 1963, 1964, 1965, 1968, 2002, 2004
- Copa do Brasil: 2010
- Série B: 2024
- Torneio Rio-São Paulo: 1959, 1963, 1964, 1966, 1997
- Campeonato Paulista: 1935, 1955, 1956, 1958, 1960, 1961, 1962, 1964, 1965, 1967, 1968, 1969, 1973, 1978, 1984, 2006, 2007, 2010, 2011, 2012, 2015, 2016
- Copa Paulista de Futebol: 2004

## Bekende oud-spelers
- Alcides
- Alex
- Araken Patuska
- Carlos Alberto Torres
- Coutinho
- Diego
- Elano
- Emerson
- Euzébio
- Gabigol
- Ganso
- Getúlio
- Gilmar
- Giovanni
- Jonathan
- Jonas
- Mauro Ramos
- Neymar
- Kazuyoshi Miura
- Pelé
- Pepe
- Rafael Cabral
- Renato
- Ricardinho
- Robinho
- Somália
- Zito

## Bekende trainers
- Vanderlei Luxemburgo
- Lula